# Maurizio Fondriest
Maurizio Fondriest (Cles, 15 gennaio 1965) è un ex ciclista su strada italiano.
Professionista dal 1987 al 1998, fu campione del mondo in linea nel 1988 e vincitore della Coppa del mondo nel 1991 e 1993; vinse la Milano-Sanremo nel 1993 e la Freccia Vallone nello stesso anno.

## Carriera

### 1985-1986: le vittorie tra i dilettanti
Originario della Val di Non, in gioventù praticò lo sci prima di appassionarsi al ciclismo. Nel 1985, al primo anno tra i dilettanti con la maglia della trevigiana Glem Gas-Zalf-Fior, mostrò ottime qualità vincendo due tappe al Giro d'Italia e il Giro di Lombardia nelle versioni riservate alla categoria. Nel 1986, sempre con la Glem Gas-Zalf, colse ancora più successi, facendo suoi tra gli altri il Giro del Belvedere, il Trofeo Piva, il Trofeo ZSŠDI e due tappe al Giro d'Italia di categoria. Fu anche grande protagonista, con la maglia della Nazionale, al Giro delle Regioni: vinse una tappa, concluse al secondo posto della generale, alle spalle del cecoslovacco Jiří Škoda, e si aggiudicò la classifica a punti, quella del Gran Premio della Montagna e quella Under-21. Nello stesso anno si classificò anche settimo ai campionati del mondo a Colorado Springs.

### 1987-1988: i primi anni da professionista e il titolo mondiale
Fondriest passò professionista a inizio 1987 tra le file dell'Ecoflam-BFB-Alfa Lum, la squadra diretta da Primo Franchini. Al primo anno vinse una tappa alla Volta Ciclista a Catalunya e ottenne diversi piazzamenti nelle classiche internazionali e italiane: secondo alla Milano-Vignola, terzo al Giro di Romagna, alla Coppa Bernocchi e alla Parigi-Tours.
Nella prima parte del 1988, solo ventitreenne, vinse una frazione alla Tirreno-Adriatico e al Tour de Suisse, e il Gran Premio Industria e Commercio di Prato; concluse inoltre al secondo posto la Milano-Sanremo, battuto in volata ristretta da Laurent Fignon, e al terzo i campionati italiani corsi a Imola, mentre dovette saltare il Giro d'Italia per i postumi di una caduta. La sua carriera agonistica toccò l'apice il 28 agosto di quell'anno, con la vittoria nella prova in linea dei campionati del mondo, corsa sul circuito di Ronse, in Belgio. Per quella gara il C.T. della Nazionale Alfredo Martini puntava su compagni più accreditati, quali Saronni, Bontempi, Bugno e Ballerini. All'inizio dell'ultimo giro della prova scattò Claude Criquielion, già campione del mondo nel 1984, e Fondriest gli si mise a ruota, mentre alle loro spalle Davide Cassani riuscì a impedire che dal gruppo attaccassero corridori pericolosi come Fignon e Pensec, annullando ogni tentativo di rientro sulla fuga. Nonostante il lavoro del team italiano, a 500 metri dal traguardo il canadese Steve Bauer si avventò sui due fuggitivi. Iniziò la volata a tre: Bauer partì davanti, Criquielion provò a passarlo, ma venne schiacciato dal nordamericano contro le transenne, cadendo rovinosamente. Fondriest andò a vincere, mentre Bauer fu in seguito squalificato. Fu quella la tredicesima vittoria di un corridore italiano nella prova iridata in linea su strada.

### 1989-1995: l'affermazione e le vittorie in Coppa del mondo
Nelle stagioni seguenti Fondriest vestì le maglie della Del Tongo (1989-1990), dell'olandese Panasonic (1991-1992) e della Lampre (1993-1995). Durante quegli anni si mostrò competitivo soprattutto nelle gare di un giorno: vinse infatti una Milano-Sanremo, una Freccia Vallone e un Campionato di Zurigo (tutte e tre le vittorie nel 1993) e due volte il Giro del Lazio (1990 e 1994). Tra i piazzamenti, fu ancora secondo alla Milano-Sanremo nel 1995, come anche secondo alla Gand-Wevelgem (1995), alla Wincanton Classic (1989), all'Amstel Gold Race (1991) e alla Freccia Vallone (1995); una volta terzo alla Liegi-Bastogne-Liegi (1993), alla Clásica de San Sebastián (1991), alla Leeds International Classic (1993) e al Campionato di Zurigo (1994); una volta secondo (1993) e ancora una volta terzo (1990) alla Parigi-Tours.

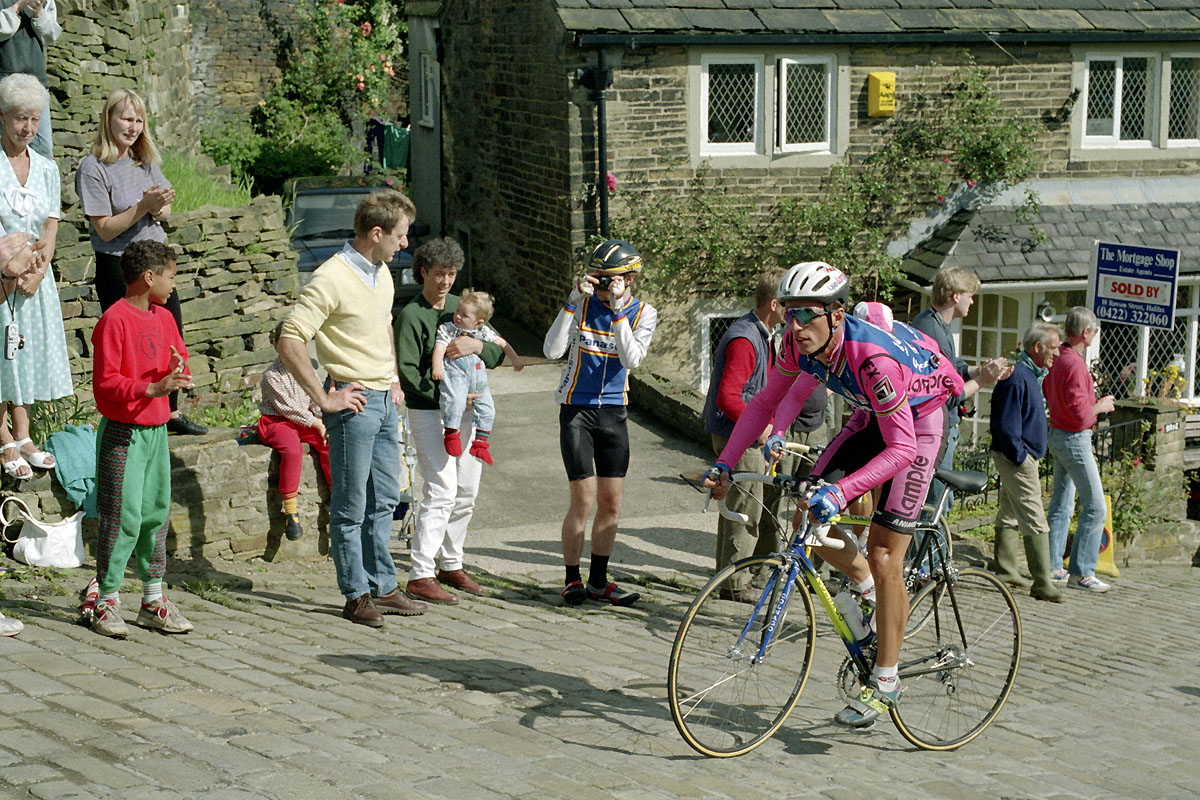
Fondriest in azione al Tour of Britain 1994

Questa continuità nelle gare di un giorno, lungo tutto l'arco della stagione, gli permise di aggiudicarsi due volte la classifica di Coppa del mondo, nel 1991 (senza vincere alcuna prova) e nel 1993, successo costruito tappa dopo tappa a cominciare dalla prima prova, la Milano-Sanremo. Il 1993 è considerato il suo anno di grazia, con 25 vittorie, più di quante ne avesse raccolte fino a quel momento e quasi la metà di tutti i suoi successi da pro: in quell'anno Fondriest si aggiudicò tra le altre, oltre alle già citate Sanremo, Freccia Vallone e Zurigo, una tappa al Giro d'Italia e le classifiche finali di Giro del Trentino (con tre tappe vinte), Tirreno-Adriatico (con due tappe), Grand Prix du Midi Libre (con tre tappe) e Escalada a Montjuich (in cui vinse entrambe le prove previste).
Colonna della Nazionale azzurra ai campionati del mondo, dopo il titolo conquistato nel 1988, si classificò nono nella corsa iridata nel 1990, undicesimo nel 1991 e quinto nel 1993. Nelle lunghe corse a tappe non fu invece mai competitivo, nonostante le buone qualità in salita e a cronometro. Il suo miglior risultato in una gara a tappe di tre settimane fu al Giro d'Italia 1993, dove giunse ottavo in classifica generale a quasi tredici minuti dalla maglia rosa Miguel Indurain. Nel 1991 arrivò invece quindicesimo al Tour de France.

### 1996-1998: gli ultimi anni e il ritiro
Nel 1996 passò alla Roslotto-ZG Mobili, con cui in stagione vinse due prove a cronometro, alla Tre Giorni di La Panne e al Giro di Polonia. Durante l'anno fu anche terzo alla Freccia Vallone, e partecipò ai Giochi olimpici di Atlanta, ottenendo il 37º posto nella prova in linea e il quarto nella specialità della cronometro.
L'anno dopo, trasferitosi tra le file del team francese Cofidis, vinse una tappa alla Volta a la Comunitat Valenciana. Si ritirò dall'attività a fine 1998, dopo un'altra stagione in maglia Cofidis, anche a causa di perduranti problemi alla schiena, emersi già a inizio decennio e che negli ultimi anni ne avevano limitato il rendimento agonistico.

## Dopo il ritiro
Dopo il ritiro è diventato imprenditore nel settore della produzione di telai ciclistici con un proprio marchio, Fondriest, oltre a svolgere attività di commentatore sportivo per alcune reti televisive.
Ceduto il suo marchio alla Torpado, segue e testa tutte le biciclette prodotte dall'azienda veneta che portano il suo marchio.
Gestisce con la moglie Ornella un negozio specializzato nel ciclismo a Cles, suo paese natale, dove tuttora vive.
È testimonial, durante le principali manifestazioni ciclistiche, di Banca Mediolanum e Alpecin.
Vanta anche numerose collaborazioni con "La Gazzetta dello Sport" in qualità di testimonial per importanti eventi legati al mondo delle due ruote.

## Palmarès
- 1985 (G.S. Zalf Fior, dilettanti)

1ª tappa Giro d'Italia dilettanti (Gubbio > Gabicce Mare)
8ª tappa Giro d'Italia dilettanti (Trento > Belluno)
Piccolo Giro di Lombardia
- 1986 (G.S. Zalf Fior, dilettanti)

Trofeo Santa Rita
Gran Premio di Diano Marina
Giro del Belvedere
Trofeo Piva
Trofeo ZSŠDI
2ª tappa, 1ª semitappa Giro delle Regioni (Bettolle > Citerna)
1ª tappa Giro d'Italia dilettanti (Roma > Frosinone)
7ª tappa Giro d'Italia dilettanti (Livorno > Chiavari)
Gran Premio di Poggiana
Prologo Tour du Hainaut occidental (Tournai, cronometro)
3ª tappa Tour du Hainaut occidental (Sirault > Hornu)
Classifica generale Tour du Hainaut occidental
Coppa Città di San Daniele
- 1987 (Ecoflam, una vittoria)

4ª tappa Volta Ciclista a Catalunya (Barcellona > Lleida)
- 1988 (Alfa Lum, cinque vittorie)

4ª tappa Tirreno-Adriatico (Paglieta > Monte Urano)
Gran Premio Industria e Commercio di Prato
4ª tappa Tour de Suisse (Kandersteg > Bulle)
Campionati del mondo, Prova in linea
Gran Premio Cepagatti
- 1989 (Del Tongo, tre vittorie)

Giro di Toscana
Gran Premio Cepagatti
Coppa Sabatini
- 1990 (Del Tongo, quattro vittorie)

2ª tappa Settimana Ciclistica Internazionale (Palermo > Agrigento)
6ª tappa Tour of Britain (York > Manchester)
Coppa Agostoni
Giro del Lazio
- 1991 (Panasonic, tre vittorie)

3ª tappa Settimana Ciclistica Internazionale (Agrigento > Modica)
3ª tappa, 1ª semitappa Volta Ciclista a Catalunya (Blanes > Barcellona)
3ª tappa, 2ª semitappa Volta Ciclista a Catalunya (Barcellona > Rubí)
- 1992 (Panasonic, tre vittorie)

3ª tappa Vuelta a Andalucía (Benalmádena > Motril)
Trofeo Melinda
5ª tappa, 2ª semitappa Volta Ciclista a Catalunya (Sants > Platja d'Aro)
- 1993 (Lampre, venticinque vittorie)

5ª tappa Vuelta a Andalucía (Almerimar > Motril)
3ª tappa Settimana Ciclistica Internazionale (Racalmuto > Gela)
5ª tappa Settimana Ciclistica Internazionale (Lercara > Sant'Agata di Militello)
4ª tappa Tirreno-Adriatico (Fiuggi > Isola Liri)
2ª tappa Tirreno-Adriatico (Avezzano > Castel di Lama)
Classifica generale Tirreno-Adriatico
Milano-Sanremo
Freccia Vallone
2ª tappa Giro del Trentino (Torbole > Merano)
3ª tappa Giro del Trentino (Merano > Roncone)
4ª tappa Giro del Trentino (Roncone > Arco di Trento)
Classifica generale Giro del Trentino
1ª tappa, 2ª semitappa, Giro d'Italia (Portoferraio > Portoferraio)
2ª tappa Grand Prix du Midi Libre (Saint-Cyprien > Quillan)
3ª tappa Grand Prix du Midi Libre (Caunes-Minervois > Rodez)
5ª tappa Grand Prix du Midi Libre (Alès > Sète)
Classifica generale Grand Prix du Midi Libre
Campionato di Zurigo
1ª tappa Volta Ciclista a Catalunya (Sant Feliu de Guíxols, cronometro)
7ª tappa Volta Ciclista a Catalunya (Les > Vielha, cronometro)
Grand Prix Telekom (cronocoppie con Gianni Bugno)
Giro dell'Emilia
1ª prova Escalada a Montjuich (Montjuich)
2ª prova Escalada a Montjuich (Montjuich)
Classifica generale Escalada a Montjuich
- 1994 (Lampre, nove vittorie)

3ª tappa Settimana Ciclistica Internazionale (Terrasini > Terrasini)
1ª tappa Tour of Britain (Glasgow > Glasgow)
3ª tappa, 2ª semitappa, Tour of Britain (Bolton > Bolton, cronometro)
Classifica generale Tour of Britain
2ª tappa Giro di Polonia (Legnica > Kudowa-Zdrój)
6ª tappa Giro di Polonia (Kielce > Kielce, cronometro)
Classifica generale Giro di Polonia
Giro del Lazio
Coppa Sabatini
- 1995 (Lampre, tre vittorie)

3ª tappa, 2ª semitappa Tre Giorni di La Panne (De Panne > De Panne)
7ª tappa Giro d'Italia (Taranto > Terme Luigiane)
Prologo Volta Ciclista a Catalunya (Manlleu > La Riera, cronometro)
- 1996 (Roslotto, due vittorie)

3ª tappa, 2ª semitappa Tre Giorni di La Panne (De Panne > De Panne, cronometro)
8ª tappa Giro di Polonia (Bełchatów > Bełchatów, cronometro)
- 1997 (Cofidis, una vittoria)

2ª tappa Volta a la Comunitat Valenciana (Elche > Calp)

### Altri successi
- 1986 (G.S. Zalf Fior, dilettanti)

Classifica punti Giro delle Regioni
Classifica scalatori Giro delle Regioni
Classifica giovani Giro delle Regioni
- 1987 (Ecoflam)

Circuito di Asiago
- 1988 (Alfa Lum)

San Pellegrino (cronosquadre con Pierino Gavazzi)
Circuito di Scordia
Criterium di Messina
- 1989 (Del Tongo)

Circuito di Messina
Circuito degli Assi - Nanno
- 1990 (Del Tongo)

Circuito di Cene
Classifica a punti Tour of Britain
- 1991 (Panasonic)

Circuito degli Assi - Nanno
Classifica generale Coppa del mondo
- 1992 (Panasonic)

4ª tappa Tour de France (Libourne, cronosquadre)
- 1993 (Lampre)

Classifica a punti Grand Prix du Midi Libre
Classifica scalatori Grand Prix du Midi Libre
Firenze-Pistoia
Classifica generale Coppa del mondo
- 1994 (Lampre)

Classifica sprint Giro di Polonia
- 1995 (Lampre)

Circuito di Dalmine
- 1996 (Roslotto)

Classifica scalatori Settimana Ciclistica Internazionale
Circuito di Cagliari

## Piazzamenti

### Grandi Giri
- Giro d'Italia

1987: ritirato (17ª tappa)
1989: 28º
1993: 8º
1995: non partito (16ª tappa)
- Tour de France

1991: 15º
1992: 46º
1995: ritirato (10ª tappa)
1996: 51º
- Vuelta a España

1997: 49º
1998: ritirato (10ª tappa)

### Classiche monumento
- Milano-Sanremo

1987: 22º
1988: 2º
1989: 28º
1990: 5º
1991: 12º
1992: 24º
1993: vincitore
1994: 30º
1995: 2º
1996: 17º
1998: 29º
- Giro delle Fiandre

1988: 76º
1990: 5º
1991: 15º
1992: 4º
1993: 8º
1995: 12º
1996: 19º
1997: 60º
1998: ritirato
- Parigi-Roubaix

1988: 17º
1990: 56º
- Liegi-Bastogne-Liegi

1990: 41º
1991: 20º
1993: 3º
1995: 11º
1996: 15º
1997: 77º
1998: ritirato
- Giro di Lombardia

1987: ritirato
1988: 16º
1989: 19º
1990: ritirato
1991: 13º
1992: 35º
1993: 11º
1994: 5º
1995: ritirato
1997: 35º
1998: ritirato

### Competizioni mondiali
- Campionati del mondo

Giavera del Montello 1985 - In linea dilettanti: 5º
Colorado Springs 1986 - In linea dilettanti: 7º
Villach 1987 - In linea: 41º
Ronse 1988 - In linea: vincitore
Chambéry 1989 - In linea: 22º
Utsunomiya 1990 - In linea: 9º
Stoccarda 1991 - In linea: 11º
Benidorm 1992 - In linea: ritirato
Oslo 1993 - In linea: 5º
Agrigento 1994 - In linea: 23º
Duitama 1995 - Cronometro: 9º
San Sebastián 1997 - In linea: 57º
- Giochi olimpici

Atlanta 1996 - In linea: 37º
Atlanta 1996 - Cronometro: 4º
- Coppa del mondo

World Cup 1991: vincitore
World Cup 1993: vincitore
World Cup 1995: 7º

## Riconoscimenti
- Premio Italia dilettanti nel 1987
- Giglio d'Oro nel 1988, 1989 e 1993
- Atena d'Argento nel 1988 e 1993
- Premio Italia professionisti nel 1993 e 1995
- Licenza d'Onore del Comune di Castrocaro Terme nel 2012
- Collare d'oro al merito sportivo conferito dal CONI nel 2020 (brevetto n. 984) per la vittoria del CAMPIONATO MONDIALE del 1988 CORSA INDIVIDUALE SU STRADA IN LINEA